# Новогригорівка (Новоукраїнський район)
Новогриго́рівка — село в Україні, у Смолінській селищній громаді Новоукраїнського району Кіровоградської області. Населення становить 504 осіб на 2024 рік. Колишній центр Новогригорівської сільської ради.
Новогригорівка розташована на правому березі річки Кільтеня (лівій притоці річки Великої Висі) за 75 км на північний захід від обласного центру м. Кіровограда, за 38 км на південний захід від районного центру м. Малої Виски та за 21 км від залізничної станції Капустине.

## Історія
За переказами старожилів назва «Новогригорівка» походить від імені перших жителів Григорія Неклеги та Григорія Клименчука, які 1882 року переселилися з села Шеміотівського Одеського повіту (тепер село Шеметове Роздільнянського району Одеської області). Але й до них тут жили люди, і як свідчить карта 1869 року, раніше на місці Новогригорівки стояв хутір Чумацький, а на місці Новопетрівки — хутір Нечаївка.
Новогригорівка входила до складу Хмелівської волості Єлисаветградського повіту Херсонської губернії (центр — Хмельове).
1919 року з Херсонської губернії була виділена Одеська губернія. 1920 року Херсонська губернія з переведенням губернського центру в м. Миколаїв стала називатися Миколаївською, і Новогригорівка перебувала в Єлисаветградському повіті Миколаївської губернії.
1923 року Єлисаветградський повіт був реорганізований в Єлисаветградський округ у складі 13 районів, Новогригорівка знаходилась в його Хмелівському районі.
1939 року утворена Кіровоградська область, а місто Кірово (так 1934 року перейменували Зінов'євськ), стало Кіровоградом, Новогригорівка у складі Хмелівського району перейшла у новоутворену область.
1962 року Хмелівський район ліквідовано і Новогригорівка з того часу знаходиться у Маловисківському районі.
1986 року з Хмелівської сільської ради, до якої входила Новогригорівка, була виділена Новогригорівська сільська рада.
1991 року село Новогригорівка разом з усією територією Української Радянської Соціалістичної Республіки вийшла зі складу СРСР і стала частинкою незалежної держави України.

## Населення
Згідно з переписом УРСР 1989 року чисельність наявного населення села становила 700 осіб, з яких 328 чоловіків та 372 жінки.
За переписом населення України 2001 року в селі мешкало 690 осіб.

### Мова
Розподіл населення за рідною мовою за даними перепису 2001 року:
| Мова       | Відсоток |
| ---------- | -------- |
| українська | 95,37 %  |
| російська  | 3,47 %   |
| молдовська | 0,58 %   |
| білоруська | 0,43 %   |
| болгарська | 0,14 %   |

## Сьогодення
На території діють Новогригорівський будинок культури, сільська бібліотека та Новопетрівський сільський клуб. Працюють 8 основних підприємств та 113 одноосібників: СТОВ «Злагода», СФГ «Мрія», ФГ «Злагода», СФГ «Косинський В.», ФГ «Подлецький В», ФГ «Ольвія», ФГ «Лада», ФГ «Ніколенко Г. В.» та інші.